# Didier Van Damme
Pour les articles homonymes, voir van Damme.
Didier Van Damme, né en 1929, est un fonctionnaire européen passionné d'art, notamment de littérature et de musique (composition).

## Œuvres
Pour orchestre symphonique, il a notamment écrit l'Adagio à l'Europe, Adagio to Europe (1970,) ; Concerto de la Reine, Queen's Concerto (1960) à l'occasion du mariage du roi Baudouin  et de Fabiola ; de même que Alicante's Rhapsody.
À Vienne (1966), il compose Rendez-vous im Oktober sur des paroles de Peter Herz (de).
À Paris (1998), Pierre Delanoë met des paroles sur sa musique ; il en sort Les Enfants de la Terre créé par Annie Cordy dans le film Il était une fois....

## Distinctions
Conseiller culturel et membre de différentes institutions et associations européennes, Didier Van Damme est élevé en 1999 au rang d'Officier de l'Ordre du Mérite social et fait, en 2004, Officier de l'Ordre de la Couronne,.